# Stadionul Minerul
Stadionul Minerul este un stadion de fotbal din Lupeni care este folosit de echipa Minerul Lupeni.